# Aistė Smilgevičiūtė
Aistė Smilgevičiūtė (née le 29 octobre 1977 à Plungė) est une chanteuse lituanienne. Elle est la représentante de la Lituanie au Concours Eurovision de la chanson 1999 avec Strazdas.

## Biographie
Elle est diplômée en philologie classique à l'université de Vilnius.
En 1996, elle devient la chanteuse du groupe pop rock Skylė. Dans sa carrière solo, elle interprète de la musique folk, du jazz, du pop rock et d'autres genres de musique alternative.
Le 31 décembre 1998, elle participe au programme de sélection du représentant lituanien pour le Concours Eurovision de la chanson 1999, où un jury l'élit gagnante parmi les douze participants, avec Strazdas, chanson folk en samogitien, une langue de sa région d'origine. Elle se présente sous le nom d'Aistė. Elle obtient 13 points et finit à la vingtième place sur vingt-trois participants.
En 2012, avec son mari Roks Radzevičius, autre membre de Skylė (avec qui elle a trois enfants), elle reçoit la médaille de l'ordre du Mérite de Lituanie.

## Discographie
Albums
- 1996 : Aistė po vandeniu
- 1996 : Sakmė apie laumę Martyną
- 2000 : Babilonas
- 2001 : Užupio himnas
- 2003 : Nepamirštoms žvaigždėms
- 2007 : Povandeninės kronikos
- 2010 : Broliai
- 2015 : Vilko vartai
- 2016 : Dūšelės
- 2016 : Tilidūda

Singles
- 1999 : Strazdas
- 2000 : Tavo žvaigždė
- 2009 : Broliai